# Мичаковце
Мичаковце (слч. Mičakovce) насељено је мјесто са административним статусом сеоске општине (слч. obec) у округу Свидњик, у Прешовском крају, Словачка Република.

## Становништво
| Година:    | 1994. | 2004.  | 2014.    | 2024.    |
| ---------- | ----- | ------ | -------- | -------- |
| Број људи: | 125   | 124    | 144      | 120      |
| Разлика:   |       | -0,8 % | +16,12 % | -16,66 % |

| Година:    | 2023. | 2024.   |
| ---------- | ----- | ------- |
| Број људи: | 124   | 120     |
| Разлика:   |       | -3,22 % |

Према подацима о броју становника из 2024. године насеље је имало 120 становника.